# 녹소사우루스
녹소사우루스(학명:Knoxosaurus niteckii)는 도마뱀목 바라놉스과에 속하는 도마뱀이다. 지금은 멸종된 종으로서 전체적인 몸길이가 2~4m인 거대한 도마뱀에 속한다.

## 특징
녹소사우루스는 약 2억7950만년에서 2억6800만년 전에 존재했었던 녹소사우루스 니테키 종을 함유하고 있는 비맘류 시냅스 종의 멸종된 속이다. 그것은 미국의 고생물학자인 에버렛 C에 의해 명명되었다. 올슨은 1962년에 미국의 텍사스주 산안젤로 형성에 있는 미들페미안 시대의 퇴적물에서 나온 단편적인 화석을 기초로 했다. 올슨은 녹소사우루스를 에오테리오돈티아라고 불리는 새로운 인프라 주문에 배치했는데 이것은 그가 더 파충류 같은 "독수리"와 더 포유류 같은 치료제 사이의 과도기적인 그룹이라고 생각했다.녹소사우루스와 올슨의 다른 어더리오돈트는 나중에 다른 플라이코사우루스급 시냅스보다 치료제와 더 밀접하게 관련이 없는 기저 시냅스의 유적으로 여겨졌다. 녹소사우루스는 크게 확장되어 길고 튼튼하게 발달된 앞다리를 가지고 있으며 뒷다리는 앞다리쪽으로 치우쳐 있다. 또한 녹소사우루스는 콧구멍이 위로 치솟아 있으며 다른 단궁류에 비해 코가 앞으로 쏠려 있는 특징을 가지고 있다. 양턱에는 총 15~25개의 톱니 모양을 가진 이빨들을 가지고 있다. 먹이로는 당대에 서식했던 곤충, 갑각류, 양서류, 무척추동물 등을 잡아먹고 살았던 육식성의 도마뱀으로 추정되는 종이다.

## 생존시기와 서식지와 화석의 발견
녹소사우루스가 생존했었던 시기는 고생대의 페름기로서 지금으로부터 2억 9000만년전~2억 4500만년전에 생존했었던 종이다. 생존했었던 시기에는 북아메리카를 중심으로 하여 당시에 존재했었던 초원, 산림 등에서 주로 서식했었던 종이다. 화석의 발견은 1962년에 미국의 텍사스주에 있는 페름기에 형성된 지층에서 미국의 고생물학자인 올슨에 의하여 처음으로 화석이 발견되어 새롭게 명명된 종이다.

## 같이 보기
- 파충류
- 고생대
- 페름기
- 도마뱀
- 화석